# Hedwig Drabik
Hedwig Drabik (* 23. Dezember 1986 in Mikołów) ist eine Architektin und Denkmalpflegerin. Seit März 2019 betreut sie als jüngste deutsche Dombaumeisterin die konservatorischen Arbeiten am Dom zu Speyer.

## Leben
Hedwig Drabik wurde am 23. Dezember 1986 als älteste Tochter einer Krankenschwester und eines Kfz-Mechanikers im schlesischen Mikołów geboren. 1989 siedelte die Familie nach Deutschland über. Nach Abschluss der schulischen Ausbildung in Alsfeld besuchte sie ab 2003 die Fachoberschule in Bautechnik.
Anschließend begann sie ein Studium der Architektur an der Universität Kassel, das sie im März 2010 mit dem Diplom abschloss. Im gleichen Jahr setzte sie ihre Ausbildung an der Otto-Friedrich-Universität Bamberg am Institut für Archäologie, Denkmalkunde und Kunstgeschichte fort. Den Masterstudiengang Denkmalpflege schloss sie 2012 mit einer von Thomas Eißling betreuten Abschlussarbeit über die Konstruktion, Bauforschung und Dendrochronologie des Turmdeckels der St.-Johannis-Kirche in Rahden ab.
Nach dem Studium arbeitete Hedwig Drabik seit Juli 2012 im Architekturbüro Behrens in Landau. Sie spezialisierte sich auf die Sanierung von Natursteinen an denkmalgeschützten Gebäuden und Kirchen, unter anderem in Mannheim und Heidelberg. Sie arbeitete an der Grundlagenermittlung, Schadensdokumentation, Kartierung, Ausschreibung, Vergabe sowie an der Bauleitung verschiedener Bauprojekte, unter anderem am Turm der Heidelberger Providenzkirche, des Karlstores sowie der Mannheimer Konkordienkirche mit.

## Dombaumeisterin in Speyer
Nachdem der Speyerer Dombaumeister Mario Colletto im Sommer 2018 das Ruhestandsgesuch eingereicht hatte, begann man im Spätsommer 2018 mit der Ausschreibung der Neubesetzung. Aus 20 eingegangenen Bewerbungen entschied sich am 20. November 2019 das Auswahlgremium für Hedwig Drabik. Als jüngste Dombaumeisterin in Deutschland begann sie im März 2019 ihre Arbeit als Dombaumeisterin am Dom zu Speyer. Nach Barbara Schock-Werner (Dom zu Köln, 1999), Regine Hartkopf (Naumburger Dom, 2011) und Charlotte Hopf (Berliner Dom, 2013) wurde mit Hedwig Drabik erneut eine Frau auf diese renommierte Stelle berufen.
Zu ihren ersten Aufgaben als Dombaumeisterin zählt die Restaurierung des Epitaphs von Rudolf von Habsburg, die Instandsetzung der Vierungskuppel sowie die Restaurierung der Vorhalle des Doms.
Hedwig Drabik übernimmt auch das Unesco-Monitoring der Welterbestätten und deren Umgebung sowie die Koordinierung und Vernetzung von Institutionen wie etwa dem Dombauverein und der Europäischen Stiftung Kaiserdom zu Speyer. Neben dem Speyerer Dom gehören auch die Kapitelshäuser und der Friedhof des Kapitels zu ihrem Zuständigkeitsbereich.
Hedwig Drabik lebt in Landau. Neben der Architektur interessiert sie sich für das Klavierspiel, die Acrylmalerei sowie das Mountainbiken.

## Publikationen
- Hedwig-Theresa Drabik und Maria Claudia Nitschke: Der gedrehte Turmhelm der evangelisch-lutherischen St. Johannis-Kirche in Rahden/Westfalen. Konstruktion, Bauforschung, Dendrochronologie. Bamberg 2012